# Chandagalu, Shrirangapattana
Chandagalu là một làng thuộc tehsil Shrirangapattana, huyện Mandya, bang Karnataka, Ấn Độ.